# Michel Fabrizio

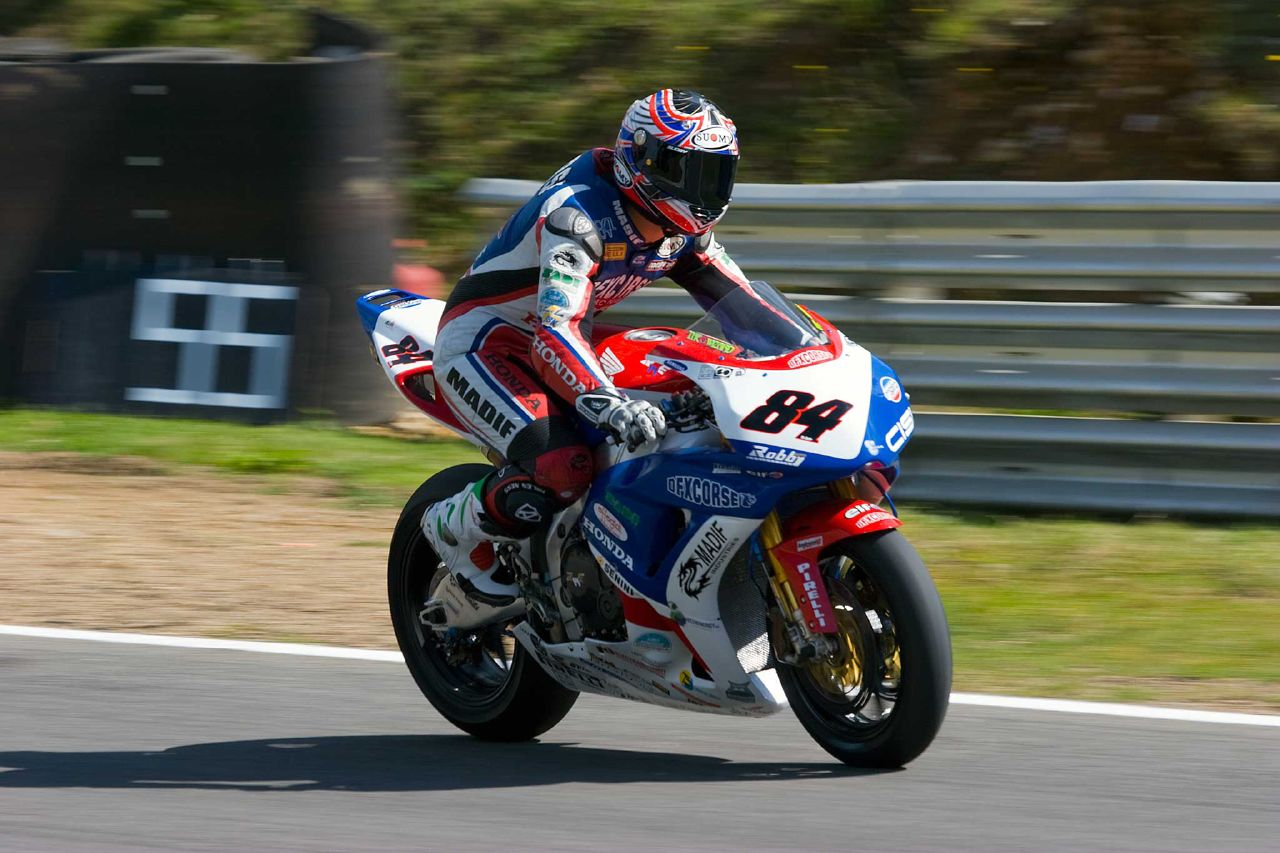
Fabrizio i Superbike-VM på Brands Hatch 2007.

Michel Fabrizio, född den 17 september 1984 är en italiensk roadracingförare. Han har huvudsakligen kört Superbike men även Supersport och i Grand Prix Roadracing klasserna 125GP och MotoGP. 
2002 körde Fabrizio i 125-klassen i VM utan större framgång. 2004 fick han köra MotoGP för Aprilia. 2005 körde han Supersport och blev VM-femma. Därefter blev det Superbike-VM för Fabrizio med enstaka inhopp i MotoGP som 2007, för Gresini Honda, 2009 för Pramac Ducati och 2014 för Iodaracing Project. I Superbike-VM blev Fabrizio placerad 11 både 2006 och 2007. Till Superbike-VM 2008 bytte han team till toppstallet Xerox Ducati och blev 8 i VM. Bästa resultatet kom Superbike-VM 2009 då Fabrizio tog sina första tre heatsegrar och blev VM-trea. De följande fyra säsongerna fram till 2013 placerade han sig mellan 7 och 12 i VM.